# John Skartveit
Pour les articles homonymes, voir Skartveit.
John Skartveit (né en 1969 à Stavanger) a grandi à Finnøy à Ryfylke et est entomologiste norvégien et pédagogue de formation. Il a particulièrement travaillé avec les insectes dans les groupes des charançons et des coléoptères.

## Biographie
John Skartveit a obtenu une maîtrise en 1993 à l'Université de Bergen, sur les moustiques norvégiens (Bibionidae) avec l'accent principal sur la façon dont ces petits moustiques s'adaptent à la vie dans les hautes montagnes norvégiennes. Il est également l'auteur d'une des espèces norvégiennes, la cécidomyie boréale (Dilophus borealis Skartveit, 1993), qui a été décrite en 1993. On la trouve sur les montagnes au-dessus de la limite des arbres dans le sud de la Norvège mais plus bas (les basses terres) dans le nord de la Norvège, on la trouve également en Suède.
John Skartveit a travaillé comme chercheur à l'Université de Bergen, associé au projet de recherche forestière Environmental Registration in Forests, qui a développé un outil de gestion forestière pour trouver des indicateurs de la diversité biologique dans les forêts norvégiennes. Plus tard dans le projet d'escargot brun avec un accent sur l'escargot forestier brun (Arion vulgaris), une espèce importée qui s'est rapidement répandue dans de grandes parties de la Norvège.
Il a également étudié l'effet sur les arthropodes de la pression de pâturage dans une zone de bruyère dominée par l'herbe dans le Stirlingshire, en Écosse. L'étude a porté particulièrement sur les araignées, les ornithorynques (tigre, cigales) et les balanes.

## Publications
John Skartveit a écrit plusieurs articles dans des revues scientifiques. Il est responsable des Bibionidae dans la ressource en ligne Fauna Europaea.
Travaux personnels / publications / articles
- 1993 – The Norwegian Bibionidae (Diptera): distribution, flight periods, swarming and reproductive behaviour. Cand. Scient (M.Sc.). thesis, 114  sider, Zoologisk institutt, Universitetet i Bergen (hovedfag)
- 1995. Distribution and flightperiods of Bibio Geoffroy, 1762 species (Diptera, Bibionidae) in Norway. Fauna Norv. B 42 (2),  side 83. pdf
- 1996. Distribution and flightperiods of Norwegian Dilophus Meigen, 1803 (Diptera, Bibionidae), with key to species. Fauna Norv. B 43 (1), side 35. pdf
- 2004. Nordiske hårmygg (Bibionidae). Larver og imagines. Norske Insekttabeller nr. 17, utgitt av Norsk Entomologisk Forening pdf

En tant qu'auteur principal / co-auteur
- Hagan, D. V., Hassold, E., Kynde, B., Szadziewski, R., Thunes, K. H., Skartveit, J. & Grogan, W. L. 2000. Biting midges (Diptera: Ceratopogonidae) from forest habitats in Norway. – Polskie Pismo Entomologiczne 69: 465-476
- Thunes, K. H., Skartveit, J. & Gjerde, I. 2003. The canopy arthropod fauna of old and mature pine (Pinus sylvestris). – Ecography 26: 490-502
- Skartveit, J., Pommeresche, R., Langhelle, G., Byrkjedal, I. & Solhøy, T. 2005. Distribution of Sorex minutus and Sorex araneus (Mammalia: Insectivora) within a forest area in Western Norway. – Fauna norwegia 25: 55-62